# Hammarsebo brandfält
Hammarsebo brandfält är ett naturreservat i Oskarshamns kommun i Småland.

## Allmänt
Hammarsebo brandfälts naturreservat ligger ca 15 kilometer väster om Oskarshamns tätort. Området drabbades sommaren 1983 av en större skogsbrand som rasade i tre veckor. Branden ödelade 650 hektar skogsmark innan den kunde släckas.
Branden gav en unik möjlighet att studera hur djur och natur återhämtar sig efter en skogsbrand. För det syftet valde man 1984 att inrätta ett 65 hektar stort naturreservat i området. Undersökningar har visat att platsen även historiskt har haft en hög frekvens av bränder. Två kända bränder inträffade i området 1868 och 1947.